# Herman de Gavardo
Herman de Gavardo (zm. po 12 marca 1116) – włoski kardynał i biskup Brescii. Jego imię jest podawane także jako Armanus, Erimanus lub Herimanus.
Herman pochodził z Gavardo koło Salo i był mnichem benedyktyńskim w Brescii lub w S. Benedetto in Polirone. Prawdopodobnie papież Grzegorz VII mianował go kardynałem prezbiterem kościoła tytularnego Santi Quattro Coronati. Po raz pierwszy występuje jako kardynał w prywatnym dokumencie wystawionym w maju 1080 w Turynie. W 1082 Grzegorz VII polecił mu sporządzenie raportu o przebiegu niedawnej elekcji biskupiej na Korsyce. W okresie schizmy antypapieża Klemensa III pozostał wierny Grzegorzowi VII i jego następcom, realizującym program tzw. reformy gregoriańskiej.
W 1087 Herman przebywał w otoczeniu księżnej Matyldy Toskańskiej i prawdopodobnie dzięki jej protekcji został wybrany biskupem Brescii. 10 października 1087 wystawił w pałacu biskupim w Brescii dokument, który podpisał jako cardinalis Romanae Eccl. et. ep. Brixiensis („kardynał Kościoła Rzymskiego i biskup Brescii”). Herman nie zdołał jednak utrzymać się w mieście, gdyż został wygnany przez zwolenników mianowanego przez Klemensa III biskupa Jana. Nie otrzymał też sakry biskupiej, toteż jeszcze przez blisko jedenaście lat pozostał członkiem kurii papieskiej, przebywając w otoczeniu papieża Urbana II lub wykonując zlecone przez niego zadania. W 1088 zaniósł paliusz arcybiskupowi Anzelmowi z Mediolanu. Prawdopodobnie towarzyszył Urbanowi II przy konsekracji kościoła Świętej Trójcy w Cava we wrześniu 1092. Uczestniczył także w synodach w Troia (marzec 1093) i w Piacenzy (marzec 1095), którym przewodniczył Urban II. 16 października 1096 dzięki jego wstawiennictwu papież wydał przywilej na rzecz klasztoru S. Pietro in Oliveto. Po śmierci arcybiskupa Arnulfa z Mediolanu (24 września 1097) Herman asystował przy elekcji nowego metropolity, którym został Anzelm de Buis. W kwietniu 1098 Anzelm przewodniczył synodowi prowincjalnemu w Mediolanie, w którym uczestniczył także Herman jako biskup elekt Brescii. Krótko po tym synodzie Herman, który od 11 lat był biskupem elektem, otrzymał wreszcie sakrę biskupią i stał się pełnoprawnym ordynariuszem Brescii. Zgodnie z ówczesnym zwyczajem konsekracja ta oznaczała rezygnację z tytułu kardynalskiego; już w 1100 Augustyn został nowym kardynałem prezbiterem SS. Quattro Coronati.
O działalności Hermana po objęciu biskupstwa w Brescii zachowało się bardzo niewiele wzmianek. 2 lutego 1099 podpisał jedną z sentencji swojego metropolity, arcybiskupa Anzelma z Mediolanu. W tym samym roku wystawił własny przywilej na rzecz klasztoru S. Pietro in Oliveto, a rok później podpisał potwierdzenie tego przywileju przez arcybiskupa Anzelma. Był też jednym ze współkonsekratorów Grossolana na biskupa Savony.
Na początku 1116 Herman został pozbawiony stanowiska biskupa Brescii, a 12 marca tego roku, jeszcze za jego życia, Villano został konsekrowany na jego następcą. Nie wiadomo co było przyczyną tej depozycji. Resztę życia Herman spędził w wallombrozjańskim klasztorze S. Gervasio w Brescii, gdzie zmarł i został pochowany. Data jego śmierci nie jest znana.